# 小行星7635
小行星7635（英語：7635）是一颗围绕太阳公转的小行星。1983年11月6日，安東寧·姆爾科斯在克列特发现了此天体。
这颗小行星的绝对星等为316.6574179944391等。